# Wereldkampioenschappen noordse combinatie 2017
De wereldkampioenschappen noordse combinatie 2017 werden van 24 februari tot en met 3 maart 2017 gehouden in Lahti.

## Wedstrijdschema
| Datum       | Lokale tijd   | MET           | Onderdeel            | Detail                    |
| ----------- | ------------- | ------------- | -------------------- | ------------------------- |
| 20 februari | 10:30 & 13:30 | 09:30 & 12:30 | Gundersen NH (HS100) | HS100 + 10 kilometer      |
| 22 februari | 12:00 & 15:30 | 11:00 & 14:30 | Team                 | HS100 + 4 x 5 kilometer   |
| 26 februari | 12:00 & 16:15 | 11:00 & 15:15 | Gundersen LH (HS130) | HS130 + 10 kilometer      |
| 28 februari | 16:00 & 18:15 | 15:00 & 17:15 | Teamsprint           | HS130 + 2 x 7,5 kilometer |

De letters NH en LH staan respectievelijk voor Normal Hill (normale schans) en Large Hill (grote schans). De letters HS staan voor Hillsize waarbij HS100 en HS130 staat voor de afstand in meters van punt van afsprong (de schans) tot het 32-gradenpunt op de landingshelling. Dit punt ligt op elke schans weer anders.

## Uitslagen

### Gundersen
| HS100 + 10 kilometer | HS100 + 10 kilometer | HS100 + 10 kilometer | HS100 + 10 kilometer |
| #                    | Naam                 | Land                 | Tijd                 |
| -------------------- | -------------------- | -------------------- | -------------------- |
| Goud                 | Johannes Rydzek      | GER                  | 26.19,6              |
| Zilver               | Eric Frenzel         | GER                  | + 14,9               |
| Brons                | Björn Kircheisen     | GER                  | + 30,0               |
| 4                    | Fabian Rießle        | GER                  | + 32,2               |
| 5                    | Akito Watabe         | JPN                  | + 32,3               |
| 6                    | François Braud       | FRA                  | + 36,0               |
| 7                    | Bernhard Gruber      | AUT                  | + 39,1               |
| 8                    | Philipp Orter        | AUT                  | + 40,3               |
| 9                    | Eero Hirvonen        | FIN                  | + 45,1               |
| 10                   | Magnus Krog          | NOR                  | + 45,3               |

| HS130 + 10 kilometer | HS130 + 10 kilometer | HS130 + 10 kilometer | HS130 + 10 kilometer |
| #                    | Naam                 | Land                 | Tijd                 |
| -------------------- | -------------------- | -------------------- | -------------------- |
| Goud                 | Johannes Rydzek      | GER                  | 26.41,6              |
| Zilver               | Akito Watabe         | JPN                  | + 4,8                |
| Brons                | François Braud       | FRA                  | + 13,0               |
| 4                    | Mario Seidl          | AUT                  | + 17,4               |
| 5                    | Wilhelm Denifl       | AUT                  | + 26,5               |
| 6                    | Fabian Rießle        | GER                  | + 36,9               |
| 7                    | Eric Frenzel         | GER                  | + 37,5               |
| 8                    | David Pommer         | AUT                  | + 37,7               |
| 9                    | Bernhard Gruber      | AUT                  | + 38,3               |
| 10                   | Espen Andersen       | NOR                  | + 50,6               |

### Team
| HS100 + 4×5 kilometer | HS100 + 4×5 kilometer                                             | HS100 + 4×5 kilometer | HS100 + 4×5 kilometer |
| #                     | Naam                                                              | Land                  | Tijd                  |
| --------------------- | ----------------------------------------------------------------- | --------------------- | --------------------- |
| Goud                  | Björn Kircheisen Eric Frenzel Fabian Rießle Johannes Rydzek       | GER                   | 47.57,3               |
| Zilver                | Magnus Moan Mikko Kokslien Magnus Krog Jørgen Gråbak              | NOR                   | + 41,7                |
| Brons                 | Bernhard Gruber Mario Seidl Philipp Orter Paul Gerstgraser        | AUT                   | + 1.03,7              |
| 4                     | Hideaki Nagai Takehiro Watanabe Yoshito Watabe Akito Watabe       | JPN                   | + 1.06,0              |
| 5                     | Leevi Mutru Eero Hirvonen Ilkka Herola Hannu Manninen             | FIN                   | + 1.17,7              |
| 6                     | Armin Bauer Lukas Runggaldier Alessandro Pittin Samuel Costa      | ITA                   | + 1.18,2              |
| 7                     | Laurent Muhlethaler Maxime Laheurte François Braud Antoine Gérard | FRA                   | + 1.19,5              |
| 8                     | Bryan Fletcher Taylor Fletcher Ben Berend Ben Loomis              | USA                   | + 3.27,2              |
| 9                     | Kail Piho Karl-August Tiirmaa Han-Hendrik Piho Kristjan Ilves     | EST                   | + 3.39,7              |
| 10                    | Samir Mastjev Vjatsjeslav Barkov Ernest Jahin Timofej Borisov     | RUS                   | + 4.52,0              |

### Teamsprint
| HS130 + 2×7,5 kilometer | HS130 + 2×7,5 kilometer        | HS130 + 2×7,5 kilometer | HS130 + 2×7,5 kilometer |
| #                       | Naam                           | Land                    | Tijd                    |
| ----------------------- | ------------------------------ | ----------------------- | ----------------------- |
| Goud                    | Eric Frenzel Johannes Rydzek   | GER                     | 28.45,8                 |
| Zilver                  | Magnus Moan Magnus Krog        | NOR                     | + 1,0                   |
| Brons                   | Yoshito Watabe Akito Watabe    | JPN                     | + 10,2                  |
| 4                       | Wilhelm Denifl Bernhard Gruber | AUT                     | + 10,7                  |
| 5                       | Maxime Laheurte François Braud | FRA                     | + 11,5                  |
| 6                       | Samuel Costa Alessandro Pittin | ITA                     | + 1.10,6                |
| 7                       | Eero Hirvonen Ilkka Herola     | FIN                     | + 1.10,7                |
| 8                       | Tomáš Portyk Miroslav Dvořák   | CZE                     | + 1.26,4                |
| 9                       | Bryan Fletcher Taylor Fletcher | USA                     | + 1.48,1                |
| 10                      | Adam Cieślar Paweł Słowiok     | POL                     | + 1.48,7                |

### Medailleklassement
| Plaats | Land       | Goud | Zilver | Brons | Totaal |
| 1      | Duitsland  | 4    | 1      | 1     | 6      |
| 2      | Noorwegen  | 0    | 2      | 0     | 2      |
| 3      | Japan      | 0    | 1      | 1     | 2      |
| 4      | Frankrijk  | 0    | 0      | 1     | 1      |
| 4      | Oostenrijk | 0    | 0      | 1     | 1      |
| Totaal | Totaal     | 4    | 4      | 4     | 12     |